# پرهیزکاری
پرهیزکاری یا تقوا به فضیلتی در زندگی مذهبی و معنوی گفته می‌شود که دربرگیرندهٔ حالت‌هایی مانند «وقف خدا بودن»، «خداترس بودن» و «تواضع» می‌شود.
این کلمه برخلاف تلفظ بسیاری پرهیزگار با «گ» درست نیست و پرهیزکار با «ک» درست است.
وَرَعْ یا پرهیزکاری و پارسایی را به نگه‌داشتن خود از محرمات، دوری از گناه، پرهیزکاری و پارسایی، و اجتناب از شبهات از ترس ارتکاب محرمات معنا کرده‌اند.
یکی از ویژگی‌های پرهیزکاران، راستگویی است.
در آیاتی از قرآن کریم به پرهیزکار بودن و پرهیزکاران اشاراتی شده و صفات آنان نیز آورده شده‌است، از جمله راستگویی، اعتقاد حقیقی، پاکی و خوبی. در آیه دوم سورهٔ بقره گفته شده این کتاب راهنمای پرهیزکاران است که در زبان عربی همان متقین می‌باشد. همچنین آیهٔ ۱۷۷ سورهٔ بقره: «این‌ها کسانی هستند که راست می‌گویند و گفتارشان با اعتقادشان هماهنگ است و این‌ها هستند پرهیزکاران!»
پرهیزکاری، هم بر حالت درونی و هم رفتار ظاهری تأثیر می‌گذارد. با وجود مفهوم مبهم پارسایی، مرزهای آن مشخص شده‌اند: پارسایی بیشتر به نحوهٔ زندگی مذهبی مربوط می‌شود تا الاهیات یک مذهب خاص.
در قرآن، تقوا مؤلفهٔ بسیار مهمی از ایمان است و اهل تقوا اهل بهشت توصیف شده‌اند. اصل کلمهٔ تقوا از «وقایة» است به معنی پوشش و حفاظت از آزار و ضرر. در توصیف علی ابن ابی‌طالب از این واژه، تقوا حفاظت و حمایتی الهی برای بندگانش است که آن‌ها را از هلاکت‌ها مصون می‌دارد.
در کلام محمد ورع به عنوان بهترین عمل معرفی شده است. یعنی انسان از آنچه خدا حرام کرده پرهیز کند و وارسته و پارسا باشد.